# 강제법
집합론에서 강제법(强制法, 영어: forcing)은 특정한 조건을 만족시키는 집합론 모형을 정의하는 방법이다.
강제법은 주어진 집합론의 모형에 새로운 집합을 추가함으로써 새로운 모형을 만드는 과정이다. 가령, 연속체 가설의 부정이 충족되는 모형을 만드려는 경우를 고려하자. {\displaystyle 2^{\aleph _{0}}\geq \aleph _{2}}이면 연속체 가설이 거짓이므로, 자연수 집합 {\displaystyle \mathbb {N} }의 부분 집합을 충분히 많이 추가해서 새로운 모형을 만듦으로써 연속체 가설이 성립하지 않게 만드는 것을 생각할 수 있다. 강제법은 그러한 모형을 만드는 것을 가능하게 해 준다.
강제법에 대하여 파트리크 드오르누아(프랑스어: Patrick Dehornoy)는 다음과 같이 비유하였다.
| “ | 집합론의 강제법 확장은 마치 체론의 대수적 확대에 비유할 수 있다. 두 경우 모두 공통적인 목표는 주어진 구조를 확장하되, 확장된 구조의 성질이 원래 구조 속에서 제어될 수 있게 하는 것이다. 대수적 확대의 경우, 확대체의 원소는 원래 체의 원소를 계수로 하는 다항식으로 묘사된다. 마찬가지로, 강제법 확장의 경우, […] 원소들은 원래 모형에 등장하는 매개 변수들로 쓸 수 있는 항들로 묘사된다. [On peut] imaginer les extensions par forcing en théorie des ensembles comme analogues aux extensions algébriques en théorie des corps: dans les deux cas, il s’agit de construire une extension de la structure de départ dont les propriétés soient contrôlées de l’intérieur de celle-ci. Dans les extensions algébriques, les éléments de l’extension sont décrits par des polynômes à coefficients dans le corps de base; de même, dans une extension par forcing […] les éléments dont décrits par des termes dont les paramètres appartiennent au modèle de base. | ” |
|   | — :§3 |   |

## 정의

### 강제법 언어
{\displaystyle M}이 추이적 집합이라고 하자. 또한, 임의의 집합 {\displaystyle P} 및 그 부분 집합 {\displaystyle G\subseteq P}가 주어졌다고 하자. 그렇다면
{\displaystyle M^{P}=\{u\in \operatorname {Name} _{P}\colon \operatorname {val} _{G}(u)\in M\}}
을 정의하자. 이는 {\displaystyle M}에서 {\displaystyle G}-해석할 수 있는 {\displaystyle P}-이름들의 집합이다.
그렇다면 강제법 언어 {\displaystyle {\mathcal {L}}_{P}}는 집합론의 1차 논리 언어 {\displaystyle {\mathcal {L}}_{\in }}에 {\displaystyle M^{P}}의 원소들을 상수(0항 연산)로 추가한 1차 논리 언어이다.
임의의 원소 {\displaystyle x\in M}에 대하여, 이름
{\displaystyle {\check {x}}=\{({\check {y}},p)\colon y\in x,\;p\in P\}\in M^{P}}
를 정의하자.:239, Exercise VIII(B2) 이는 {\displaystyle x\in M}의 이름이라고 한다.

### 강제법 모형
집합 {\displaystyle P}와 그 부분 집합 {\displaystyle G\subseteq P} 및 추이적 집합 {\displaystyle M}이 주어졌다고 하자. 그렇다면, {\displaystyle {\mathcal {L}}_{P}}의 추이적 모형 {\displaystyle M[G]}를 다음과 같이 정의하자.
- 집합으로서, {\displaystyle M[G]=\{\operatorname {val} (u,G)\colon u\in M^{P}\}}는 {\displaystyle M}에 속하는 이름들의 해석들이다.
- {\displaystyle \in }의 해석은 외적인 개념과 같다.
- {\displaystyle M[G]}에서, 상수 {\displaystyle u\in M^{P}}의 해석은 {\displaystyle \operatorname {val} _{G}(u)}이다.

이에 대하여 케네스 쿠넌은 다음과 같이 적었다.
| “ | 대략, 이것[{\displaystyle M[G]}]은{\displaystyle M}에서 정의 가능한 집합론적 과정을 {\displaystyle G}에 적용하여 구성할 수 있는 모든 집합들의 집합이다. {\displaystyle M[G]}의 각 원소들은 {\displaystyle M} 속의 이름을 가지며, 이는 이것이 어떻게 {\displaystyle G}로부터 구성되었는지를 가리킨다. […] {\displaystyle M} 속에 사는 사람들은 {\displaystyle M[G]}의 원소의 이름 {\displaystyle \tau }를 이해할 수 있다. 그러나 이들은 이름 {\displaystyle \tau }가 명명하는 대상 {\displaystyle \tau _{G}}를 일반적으로 결정하지 못한다. 이는 {\displaystyle \tau _{G}}의 이해는 {\displaystyle G}에 대한 지식을 필요로 하기 때문이다. Roughly, this [{\displaystyle M[G]}] will be the set of all sets which can be constructed from {\displaystyle G} by applying set-theoretic processes definable in {\displaystyle M}. Each element of {\displaystyle M[G]} will have a name in {\displaystyle M}, which tells how it has been constructed from {\displaystyle G}. […] People living within {\displaystyle M} will be able to comprehend a name, {\displaystyle \tau }, for an object in {\displaystyle M[G]}, but they will not in general be able to decide the object, {\displaystyle \tau _{G}}, that {\displaystyle \tau } names, since this will require a knowledge of {\displaystyle G}. | ” |
|   | — :188, §VII.2 |   |

### 강제성 관계
다음과 같은 데이터가 주어졌다고 하자.
- 추이적 집합 {\displaystyle M}
- 원순서 집합 {\displaystyle (P,\lesssim )} 및 그 부분 집합 {\displaystyle G\subseteq P}. 대략, {\displaystyle p\lesssim q}라면 {\displaystyle q}가 {\displaystyle p}보다 "더 많은 정보를 제공한다"고 여긴다.
- 강제법 언어 {\displaystyle {\mathcal {L}}_{P}}의 1차 논리 문장 {\displaystyle \phi \in \operatorname {Sent} ({\mathcal {L}}_{P})}
- 원소 {\displaystyle p\in P\in M}. 이를 강제 조건(영어: forcing condition)이라고 한다.

그렇다면, 다음과 같은 관계를 정의하자.
{\displaystyle p\Vdash _{P,M}\phi \iff \forall G\in \operatorname {Generic} (P,M)\colon p\in G\implies M[G]\models \phi }
여기서 {\displaystyle \operatorname {Generic} (P,M)}는 {\displaystyle M}에 속하는 {\displaystyle P}의 모든 공종 집합들의 족 {\displaystyle \operatorname {Cofin} (P)\cap M}에 대하여 모든 {\displaystyle \operatorname {Cofin} (P)\cap M}-포괄적 순서 아이디얼들의 집합이다.
또한, 다음과 같은 관계
{\displaystyle p\Vdash ^{*}\phi }
를 재귀적으로 정의하자.:195–196, Definition VII.3.3 (여기서 {\displaystyle u,v\in \operatorname {Name} _{P}}는 임의의 두 {\displaystyle P}-이름이다.)
{\displaystyle \left(p\Vdash ^{*}u\in v\right)\iff \forall q\gtrsim p\exists r\gtrsim q\exists ({\tilde {u}},s)\in v\colon r\gtrsim s\land \left(r\Vdash u={\tilde {u}}\right)}
{\displaystyle \left(p\Vdash ^{*}u=v\right)\iff \forall q\gtrsim p\forall w\in M^{P}\colon (q\Vdash ^{*}w\in u)\iff (q\Vdash ^{*}w\in v)}
{\displaystyle \left(p\Vdash ^{*}\lnot \phi \right)\iff \nexists q\gtrsim p\colon q\Vdash \phi }
{\displaystyle \left(p\Vdash ^{*}\phi \land \chi \right)\iff \left(p\Vdash ^{*}\phi \right)\land \left(p\Vdash ^{*}\phi \right)}
{\displaystyle \left(p\Vdash ^{*}\forall x\colon \phi (x)\right)\iff \forall u\in M^{P}\colon \left(p\Vdash ^{*}\phi [u]\right)}

## 성질

### 강제법 모형
집합 {\displaystyle P}와 그 부분 집합 {\displaystyle G\subseteq M} 및 추이적 집합 {\displaystyle M}이 주어졌다고 하자. 그렇다면,
{\displaystyle \{{\check {m}}\colon M\in M\}\subseteq M^{P}}
이다. 만약 {\displaystyle P\neq \varnothing }이라면
{\displaystyle M\to M^{P}}
{\displaystyle m\mapsto {\check {m}}}
은 단사 함수이며, 만약 추가로 {\displaystyle G\neq \varnothing }이라면
{\displaystyle \forall m\in M\colon \operatorname {val} _{G}({\check {m}})=m}
이다. 따라서, {\displaystyle G\neq \varnothing }이라면 {\displaystyle M\subseteq M[G]}이다.
또한, 만약 {\displaystyle \varnothing \neq G\subseteq P\in M}일 때, {\displaystyle P}-이름
{\displaystyle u=\{({\check {p}},p)\colon p\in P\}}
을 생각하면
{\displaystyle \operatorname {val} _{G}(u)=G}
이다. 따라서, 이 경우 {\displaystyle G\in M[G]}이다.
만약 {\displaystyle M}이 추가로 ZFC의 추이적 모형이라고 하자. 그렇다면, 다음이 성립한다.:189, Lemma VII.2.9:361, §4
임의의 {\displaystyle M'\supseteq M}에 대하여, 만약  {\displaystyle M'} 역시 ZFC의 추이적 모형이며 {\displaystyle M'\ni G}라면, {\displaystyle M[G]\subseteq M'}이다.
즉, {\displaystyle M[G]}는 {\displaystyle G}와 {\displaystyle M}을 포함하는 최소의 ZFC 추이적 모형이다.
이에 대하여 티머시 이청 차우(영어: Timothy Yi-Chung Chow)는 다음과 같이 적었다.
| “ | 강제법의 기본 정리에 따르면, 매우 일반적인 조건 아래, ZFC 공리들을 만족시키는 수학적 구조 {\displaystyle M}에 새 원소 {\displaystyle U}를 추가하여, ZFC를 여전히 만족시키는 더 큰 구조 {\displaystyle M[U]}를 만들 수 있다. 개념적으로, 이 과정은 환 {\displaystyle R}에 새 원소 {\displaystyle X}를 추가하여 더 큰 환 {\displaystyle R[X]}를 만드는 과정에 비유할 수 있다. 그러나 {\displaystyle M[U]}의 구성이 훨씬 더 복잡한 이유는 ZFC의 공리계가 환의 공리계보다 훨씬 더 복잡하기 때문이다. The fundamental theorem of forcing is that, under very general conditions, one can indeed start with a mathematical structure {\displaystyle M} that satisfies the ZFC axioms, and enlarge it by adjoining a new element {\displaystyle U} to obtain a new structure {\displaystyle M[U]} that also satisfies ZFC. Conceptually, this process is analogous to the process of adjoining a new element {\displaystyle X} to, say, a given ring {\displaystyle R} to obtain a larger ring {\displaystyle R[X]}. However, the construction of {\displaystyle M[U]} is a lot more complicated because the axioms of ZFC are more complicated than the axioms for a ring. | ” |
|   | — :26, §2 |   |

### 강제성 관계의 성질
{\displaystyle M}이 ZFC의 추이적 모형이며, {\displaystyle P\in M}이며, {\displaystyle G}가 {\displaystyle P} 위의 포괄적 순서 아이디얼이라고 하자.
그렇다면 다음을 보일 수 있다. {\displaystyle {\mathcal {L}}_{P}}의 (자유 변수가 없는) 명제 {\displaystyle \phi }에 대하여,
- {\displaystyle M[G]\models \phi \iff M\models (\exists p\in G\colon p\Vdash ^{*}\phi )}.[6]:200, Theorem VII.3.6(2) 즉, {\displaystyle M[G]}에서 어떤 명제가 참이려면, 그러할 이유(즉, 명제를 강제하는 {\displaystyle p\in P})가 존재해야 한다.
- (내적 정의 가능성) 임의의 문장 {\displaystyle \phi \in \operatorname {Sent} ({\mathcal {L}}_{P})}에 대하여, {\displaystyle p\Vdash \phi \iff M\models \left(p\Vdash ^{*}\phi \right)}[6]:200, Theorem VII.3.6(1)
- (일관성) {\displaystyle p\mapsto \{\phi \in {\mathcal {L}}_{P}\colon p\Vdash \phi \}}는 순서 보존 함수 {\displaystyle P\to ({\mathcal {P}}({\mathcal {L}}_{P}),\subseteq )}를 정의한다.[6]:194, Lemma 3.2(a) 즉, {\displaystyle p\Vdash \phi }이며 {\displaystyle p\lesssim q}라면 {\displaystyle q\Vdash \phi }이다.

이 핵심적인 성질들을 사용하여 각종 성질을 만족시키는 강제법 모형을 구성할 수 있다.
이에 대하여 케네스 쿠넌은 다음과 같이 설명하였다.
| “ | {\displaystyle M}에 사는 사람들은 {\displaystyle M} 속에서 {\displaystyle P}-포괄적 {\displaystyle G}를 구성할 수 없다. 이들은 신앙으로서 그들의 세계 {\displaystyle M}이 가산적으로 보이는 존재가 존재한다는 것을 믿을 수 있다. 이러한 존재에게는 포괄적 {\displaystyle G}가 존재한다. {\displaystyle M}에 사는 사람들은 {\displaystyle G}와 {\displaystyle \textstyle f_{G}=\bigcup G}가 무엇인지 알지 못하지만, 이들의 이름이 무엇인지는 알고 있다. 또한, 이들은 {\displaystyle G}와 {\displaystyle f_{G}}가 만족시키는 일부 성질들을 알아낼 수 있다. 보다 일반적으로, 이들은 소위 강제법 언어 — 즉, 강제법 언어의 문장 {\displaystyle \psi }는 {\displaystyle M^{\mathbb {P} }}의 이름들을 사용한다 —를 사용하여 {\displaystyle M[G]}에 대한 뭔가를 말할 수 있다. {\displaystyle M}에 사는 사람은 주어진 {\displaystyle \psi }가 {\displaystyle M[G]}에서 참인지 알지 못할 수 있다. {\displaystyle M[G]}에서 {\displaystyle \psi }가 참인지, 거짓인지 여부는 일반적으로 {\displaystyle G}에 의존한다. People living in {\displaystyle M} cannot construct a {\displaystyle G} which is {\displaystyle \mathbb {P} }-generic over {\displaystyle M}. They may believe on faith that there exists a being to whom their universe, {\displaystyle M}, is countable. Such a being will have a generic {\displaystyle G} and an {\displaystyle \textstyle f_{G}=\bigcup G}. The people in {\displaystyle M} do not know what {\displaystyle G} and {\displaystyle \textstyle f_{G}=\bigcup G} are but they have names for them […]. They may also […] figure out certain properties of {\displaystyle G} and {\displaystyle f_{G}}. […] More generally, they can construct a forcing language, where a sentence {\displaystyle \psi } of the forcing language uses the names in {\displaystyle M^{\mathbb {P} }} to assert something about {\displaystyle M[G]} […]. The person in {\displaystyle M} may not know whether a given {\displaystyle \psi } is true in {\displaystyle M[G]}. The truth or falsity of {\displaystyle \psi } in {\displaystyle M[G]} will in general depend on {\displaystyle G}. | ” |
|   | — :193, §VII.3 |   |

### 기수의 보존
순서수의 개념은 절대적이다. 즉, 모형 속의 순서수의 개념은 모형 밖의 순서수의 개념과 일치한다. 그러나 기수의 개념(즉, 어떤 순서수가 기수인지 여부)은 절대적이지 않으며, 모형 {\displaystyle M}의 기수가 {\displaystyle M[G]}에서는 기수가 아닌 순서수일 수 있다.
ZFC의 추이적 모형 {\displaystyle M} 및 {\displaystyle P\in M} 및 {\displaystyle P} 위의 원순서 {\displaystyle \lesssim }가 주어졌다고 하자. 만약 다음 조건이 성립한다면, {\displaystyle P}가 {\displaystyle M}의 기수를 보존한다(영어: preserves cardinals of {\displaystyle M})고 한다.:206, Definition VII.5.6
- 임의의 포괄적 순서 아이디얼 {\displaystyle G\subseteq P} 및 순서수 {\displaystyle \alpha \in \operatorname {Ord} \cap M}에 대하여, {\displaystyle M\models (\alpha \in \operatorname {Card} )\iff M[G]\models (\alpha \in \operatorname {Card} )}이다.

만약 다음 조건이 성립한다면, {\displaystyle P}가 {\displaystyle M}의 공종도를 보존한다(영어: preserves cofinalities in {\displaystyle M})고 한다.:206, Definition VII.5.6
- 임의의 포괄적 순서 아이디얼 {\displaystyle G\subseteq P} 및 두 순서수 {\displaystyle \alpha ,\beta \in \operatorname {Ord} \cap M}에 대하여, {\displaystyle M\models (\operatorname {cf} \alpha =\beta )\iff M[G]\models (\operatorname {cf} \alpha =\beta )}이다. (여기서 {\displaystyle \operatorname {cf} }는 순서수의 공종도를 뜻한다.)

그렇다면, 임의의 {\displaystyle P\in M}에 대하여 다음과 같은 함의 관계가 성립한다.:207, Lemma VII.5.8, Theorem VII.5.10
({\displaystyle M\models }({\displaystyle P}는 가산 강상향 반사슬 조건을 만족시킨다)) ⇒ {\displaystyle P}는 {\displaystyle M}의 공종도를 보존한다 ⇒ {\displaystyle P}는 {\displaystyle M}의 기수를 보존한다

## 예

### 무작위 강제법
{\displaystyle (P,\leq )=(\operatorname {Bor} ([0,1]),\supseteq )}라고 하자. 여기서 {\displaystyle \operatorname {Bor} ([0,1])}은 단위 구간 {\displaystyle [0,1]} 위의, 르베그 측도가 양수인 보렐 집합들의 집합족이다. {\displaystyle (P,\leq )}는 최소 원소 {\displaystyle [0,1]}을 갖는 부분 순서 집합이다.
이 경우, 포괄적 필터 {\displaystyle G}는 {\displaystyle {\mathcal {P}}([0,1])} 속의 필터 기저로서 어떤 실수 {\displaystyle r}로 수렴하게 된다.
{\displaystyle \lim G=r\in [0,1]\setminus V}
이 경우, {\displaystyle V[r]}는 무작위 강제법(영어: random forcing)이라고 한다.

### 코언 강제법
기수 {\displaystyle \kappa }에 대하여, {\displaystyle \operatorname {Pfn} (X,Y;\kappa )}가 정의역의 크기가 {\displaystyle \kappa } 미만인 부분 정의 함수 {\displaystyle X\to Y}들의 부분 순서 집합이라고 하자. 그렇다면, 이 부분 순서 집합에 대한 강제법을 코언 강제법(영어: Cohen forcing)이라고 하며, 이를 사용하여 연속체 가설의 독립성을 보일 수 있다.

## 응용
강제법을 사용하여, 집합론의 여러 명제들이 체르멜로-프렝켈 집합론과 독립적이라는 것을 보일 수 있다. 연속체 가설이나 구성 가능성 공리가 그 대표적인 예이다. 또한 강제법과 내부 모형을 이용하면 선택 공리의 독립성 또한 보일 수 있다.
계산 가능성 이론에서도 강제법이 응용된다.

## 역사
폴 코언이 ZFC에서 연속체 가설의 독립성을 증명하기 위해 1963년에 도입하였다. 코언이 사용한 기법은 구성 가능 위계를 핵심적으로 사용하였고, 오늘날 분기 강제법(分岐強制法, 영어: ramified forcing)이라고 불린다.
이후 데이나 스콧과 로버트 솔로베이가 완비 불 대수를 사용하여 구성 가능 위계를 사용하지 않는 기법을 개발하였으나, 출판하지 않았다.:163, §7 이 기법은 조지프 로버트 숀필드가 정리하여 비분기 강제법(非分岐強制法, 영어: unramified forcing)이라는 이름으로 1971년에 출판하였다. 비분기 강제법이 더 간편하므로, 오늘날 "강제법"이라는 용어는 통상적으로 후자를 일컫게 되었다.
1971년에 로버트 솔로베이와 스탠리 테넨바움은 수슬린 가설의 독립성을 보이기 위하여 반복 강제법을 도입하였다.

## 같이 보기
- 이름 (강제법)